# Myscelus belti
Espèce
Myscelus belti est une espèce de lépidoptères de la famille des Hesperiidae, de la sous-famille des Pyrginae et de la tribu des Pyrrhopygini.

## Dénomination
Myscelus belti a été décrit par  Godman et Salvin en 1879. 

### Nom vernaculaire
Myscelus belti se nomme Belt's Myscelus en anglais.

## Description
Myscelus belti est un papillon au corps trapu orange à l'abdomen rayé de cercles marron. 
Sur le dessus les ailes antérieures sont de couleur orange à la base et le long du bord interne, marron sur le reste de l'aile ornementé de marques hyalines, une bande du bord costal vers le bord interne veinée de marron et de petites taches hyalines dans l'aire postdiscale, du côté de l'apex. Les ailes postérieures sont d'orange avec une petite marque hyaline ronde.
Sur le revers la partie basale des ailes antérieures et des ailes postérieures est jaune clair.

## Biologie

### Plantes hôtes
Les plantes hôtes de sa chenille sont des Guarea, Guarea bullata, Guarea glabra et Guarea rhopalocarpa.

## Écologie et distribution
Myscelus belti est présent au Mexique, au Costa Rica, au Guatemala, au Costa Rica, au Nicaragua et à Panama.

### Protection
Pas de statut de protection particulier.